# Hanstholm
Hanstholm è un centro abitato della Danimarca situato  nel comune di Thisted, nella regione dello Jutland Settentrionale.
Il centro abitato si trova sulla costa nord-occidentale dell'isola di Vendsyssel-Thy circa 16 km a nord-ovest di Aalborg. 

## Storia
La prima menzione del luogo risale al 1470-80 nella forma Hanzstedholm il cui significato è "l'isolotto su cui si trova Hansted".
Fino al 1º gennaio 2007 era capoluogo dell'omonimo comune che faceva parte della contea di Viborg.

## Monumenti e luoghi di interesse
Il porto, inaugurato nel 1967 è diventato il principale porto peschereccio della Danimarca, affacciato sullo Skagerrak dispone anche di impianti di lavorazione e affumicatura. Il principale pesce pescato è il merluzzo.
Nel centro cittadino si trovano una chiesa romanica risalente al XII secolo e il faro del 1843 che è stato il primo faro al lenti rotanti del paese e per un periodo anche stato il più luminoso al mondo.
Durante la seconda guerra mondiale Hanstholm fu un avamposto strategico delle truppe tedesche e del Vallo Atlantico, il complesso di bunker, insieme a quello di Kristiansand in Norvegia avrebbero permesso il controllo dello Skagerrak e del Kattegat. Le fortificazioni sono comprese nel Bunkermuseum Hanstholm, il più grande museo di questo tipo del nord-Europa.
Nella parte sudoccidentale della cittadina inizia il Parco nazionale Thy.